# Partido Socialista Revolucionario (Luxemburgo)
El Partido Socialista Revolucionario (en luxemburgués: Revolutionär Sozialistesch Partei, en francés: Parti Socialiste Révolutionnaire), abreviado como RSP, fue un partido de extrema izquierda en Luxemburgo. 

## Historia
En sus inicios, fue un grupo trotskista activo a finales de los años sesenta en la Asociación General de Estudiantes Luxemburgueses. Cuando la mayoría del grupo de estudiantes se convirtió en maoísta y se transformó en la Izquierda Socialista Revolucionaria, la minoría trotskista se dividió y fundó la Liga Comunista Revolucionaria (en francés: Ligue Communiste Révolutionnaire) en septiembre de 1970. A partir de 1970 empezó a publicar el Lucha de Clases (en alemán: Klassenkampf), y en diciembre de 1984 pasó a llamarse Partido Socialista Revolucionario y publicó el Acción Socialista (en luxemburgués: Sozialistesch Aktioun) hasta 1992.
El partido tenía más de 100 miembros a principios de los años setenta y 27 en 1985.
Con ambos nombres participó en las elecciones al parlamento luxemburgués y al parlamento europeo entre 1974 hasta 1989, sin obtener escaños.
En 1994, el RSP pasó a formar parte de la Nueva Izquierda, fundada por una facción del Partido Comunista de Luxemburgo. Cuando La Izquierda fue establecida en 1999 por la Nueva Izquierda y el Partido Comunista, el RSP se disolvió y sus miembros se unieron al nuevo partido.
Los principales miembros de la RSP fueron Robert Engel, André Kremer, Gaston Kremer, Jean-Pierre "Jhemp" Lulling, Robert Mertzig, Marc Reckinger, Joseph Wirth. Los exmilitantes del RSP Justin Turpel, Antoine Jost y Thérèse Gorza son miembros destacados de La Izquierda.

## Resultados electorales

### Elecciones generales
|  | 0.49 % |

|  | 0.23 % |

|  | 0.20 % |

|  | 0.27 % |

### Elecciones al parlamento europeo
|  | 0.52 % |

|  | 0.38 % |

|  | 0.61 % |